# Babibasiliscus
Babibasiliscus — це вимерлий рід ящірок, які жили на території сучасного Вайомінгу в ранньому еоцені, приблизно 48 мільйонів років тому. Рід відомий з одного виду, Babibasiliscus alxi, який був названий палеонтологом Джеком Конрадом у 2015 році на основі скам’янілого черепа з формації Бріджер у басейні річки Грін. Назва Babibasiliscus походить від шошонського слова babi, що означає «старший двоюрідний брат», і Basiliscus, сучасного роду каскехедових ящірок. Зразок недеформований і майже повний, за винятком кінчика морди та верхньої частини черепа, що робить незрозумілим, чи був характерний кістковий гребінь живих коритофанід у доісторичних родичів, таких як Babibasiliscus. Довжина черепа становить приблизно 42 міліметри, а довжина всього тіла, за оцінками, становить приблизно 60 см. Кістки на правій стороні нижньої щелепи зразка потовщені та зрощені разом, що свідчить про те, що щелепа була зламана та зажила, коли тварина була жива.
Babibasiliscus зустрічається далі на північ, ніж будь-який живий рід коритофанід. Під час еоцену температура на території сучасного Вайомінгу була приблизно на 9 °C вище, ніж сьогодні, і регіон, ймовірно, був покритий тропічним лісом на основі інших еоценових скам’янілостей, відомих із західної Північної Америки.